# Cotinusa simoni
Cotinusa simoni är en spindelart som beskrevs av Arthur M. Chickering 1946. Cotinusa simoni ingår i släktet Cotinusa och familjen hoppspindlar. Inga underarter finns listade i Catalogue of Life.